# Wolfram(III)-iodid
Wolfram(III)-iodid ist eine anorganische chemische Verbindung des Wolframs aus der Gruppe der Iodide.

## Gewinnung und Darstellung
Wolfram(III)-iodid kann durch Reaktion von Wolframhexacarbonyl mit Iod bei 120 °C gewonnen werden.
{\displaystyle \mathrm {2\ W(CO)_{6}+3\ I_{2}\longrightarrow 2\ WI_{3}+12\ CO} }

## Eigenschaften
Wolfram(III)-iodid ist ein schwarzer Feststoff, der schon bei Raumtemperatur an Luft Iod abgibt. Er ist weniger stabil als Molybdän(III)-iodid und löslich in Aceton und Nitrobenzol sowie wenig löslich in Chloroform.

## Verwendung
Durch Zersetzung kann Wolfram(II)-iodid gewonnen werden.
{\displaystyle \mathrm {6\ WI_{3}\longrightarrow [W_{6}I_{8}]I_{4}+3\ I_{2}} }